# محمد سعيد الكحيل
محمد سعيد الكحيل الحمصي الحنفي الأشعري الشاذلي (المولود سنة 1353هـ/1933م)، إمام وخطيب جامع خالد بن الوليد بمدينة حمص في سوريا، خليفة وتلميذ شيخ مشايخ الشاذلية الدرقاوية بالشام عبد الرحمن الشاغوري الدمشقي (1331 - 1425 هـ).
يروي الإمام محمد سعيد الكحيل الحمصي عن كثير من مشاهير علماء العصر في الشام ومصر والمغرب وغيرهم، وقرأ على الإمام أحمد بن الصديق الغماري (1320 - 1380هـ) كتاب «نخبة الفكر» لابن حجر العسقلاني، وأجازه بالرواية الخاصة والعامة ودعا له بالخير، وذكره وأثنى عليه وعلى أقرانه من طلبة العلم خيرا في ثبته الجامع الكبير «البحر العميق».
يروي الإمام محمد سعيد الكحيل الحديث النبوي الشريف والعلوم الإسلامية، وسائر الأثبات والفهارس والمعاجم والمشيخات والمسلسلات والأوائل والأربعينيات عن جمع كبير من العلماء الأعلام، منهم: مفتي المالكية بمكة المكرمة، رئيس علماء أزهر الحجاز المدرسة الصولتية الشرعية، قاضي القضاة الشيخ حسن بن محمد المشاط المغربي المالكي المكي (1317 - 1399هـ)، ومفتي المالكية بالحجاز السيد علوي بن عباس الإدريسي الحسني المالكي المكي (1325 - 1391هـ)، والإمام الحافظ محمد العربي التباني الجزائري المالكي المكي (1313 - 1390هــ)، وشيخ المالكية بالمسجد الحرام الإمام محمد نور سيف الهلالي الإماراتي المالكي المكي (1323 - 1403هـ)، ومُحدّث المدينة المنورة الإمام محمد إبراهيم بن سعد الله الختني البخاري الحنفي المدني (1311 - 1387هـ).
وهو يروي عن جمع كبير من العلماء الأعلام من مشارق الأرض ومغاربها جاوزوا الثلاثمائة (300)، ومن عوالي أسانيده على الإطلاق عن: محدثة الحرمين الشريفين أمة الله الدهلوية (1251 - 1357هـ) بنت محدث المدينة المنورة الإمام شاه عبد الغني بن أبي سعيد العمري الدهلوي الحنفي (1235 - 1296هـ)، وهي تروي عاليا جدا عن شيخ والدها: رئيس علماء المدينة المنورة في الخلافة العثمانية محمد عابد السندي الأيوبي الأنصاري الحنفي النقشبندي المدني (1189 - 1257هـ)، وهو عن جمع كبير من العلماء، منهم: محدث المسجد الحرام عمر بن عبد الكريم بن عبد الرسول العطار الحنفي المكي (ت 1249هـ)، وهو عن جمع من العلماء، منهم: الحافظ مرتضى الزبيدي الهندي الحسيني الحنفي (1145 - 1205هـ)، وهو عن جمع من الأعلام جاوزوا السبعمائة (700)، منهم: محدث القارة الهندية قطب الدين شاه ولي الله الدهلوي الحنفي النقشبندي المجددي الحجازي (1114 - 1176هـ)، صاحب موسوعة: «حجة الله البالغة»، والثبت الجامع الكبير: «الانتباه في سلاسل أولياء الله وأسانيد وارثي رسول الله».

## وفاته
توفي محمد سعيد الكحيل يوم الثلاثاء 25/09/2012 عصرا بعد عملية جراحية للغضاريف في مدينة جدة بالمملكة العربية السعودية ودفن في «البقيع».